# Décès en août 2021
Décès
- 2017
- 2018
- 2019
- 2020
- 2021
- 2022
- 2023
- 2024
- 2025

Pour une information complémentaire, voir la page d'aide.

| Date           | Nom                                  | Activités | Âge   | Source        |
| -------------- | ------------------------------------ | --- | ----- | ------------- |
| 1er août       | Guy Herbulot                         | Évêque français. | 96    |               |
| 1er août       | Abdalqadir as-Sufi                   | Cheikh et écrivain britannique.                                                                                            | 90/91 |               |
| 2 août         | Alfonso Álvarez Gándara              | Avocat et homme politique espagnol.                                                                                        | 82    | (es)          |
| 2 août         | Lilia Aragón                         | Actrice mexicaine. | 82    | (es)          |
| 2 août         | Marie-Françoise de L'Espinay         | Peintre, dessinatrice et lithographe française.                                                                            | 93    |               |
| 2 août         | Peter Smith                          | Homme politique britannique.                                                                                               | 76    | (en)          |
| 2 août         | Antonio de la Torre                  | Footballeur mexicain. | 69    | (es)          |
| 2 août         | Yves de Wasseige                     | Homme politique et économiste belge.                                                                                       | 95    |               |
| 3 août         | Monique Badénès                      | Femme politique française.                                                                                                 | 96    |               |
| 3 août         | Đỗ Quang Em                          | Peintre vietnamien. | 79    | (vi)          |
| 3 août         | Arthur Dion Hanna                    | Homme d'État bahaméen. | 93    | (en)          |
| 3 août         | Aimé Halbeher                        | Ajusteur-outilleur, syndicaliste et homme politique français.                                                              | 85    |               |
| 3 août         | Jean Hale                            | Actrice américaine. | 82    | (en)          |
| 3 août         | Kelli Hand                           | Productrice de musique américaine.                                                                                         | 56    | (en)          |
| 3 août         | Zeljko Marasovich                    | Pianiste, organiste et compositeur croate.                                                                                 | 69    | (hr)          |
| 3 août         | Pierre Montaz                        | Homme d'affaires français.                                                                                                 | 97    |               |
| 3 août         | Lorris Murail                        | Écrivain et critique littéraire français.                                                                                  | 70    |               |
| 3 août         | Antonio Pennacchi                    | Écrivain italien. | 71    | (it)          |
| 3 août         | Aloys Wobben                         | Ingénieur et entrepreneur allemand.                                                                                        | 69    | (de)          |
| 4 août         | Alexandre Aravine                    | Acteur, scénariste et réalisateur soviétique puis russe.                                                                   | 63    | (ru)          |
| 4 août         | Toupta Boguena                       | Femme politique tchadienne.                                                                                                |       |               |
| 4 août         | Jocelyne Bourassa                    | Golfeuse canadienne. | 74    |               |
| 4 août         | Jean « Binta » Breeze                | Poétesse et conteuse jamaïcaine.                                                                                           | 65    | (en)          |
| 4 août         | Bobby Eaton                          | Catcheur américain. | 62    | (en)          |
| 4 août         | Martin Graff                         | Pasteur, écrivain, réalisateur et cabaretiste français de culture alsacienne.                                              | 77    |               |
| 4 août         | Paul Johnson                         | Disc-jockey américain. | 50    | (en)          |
| 4 août         | Graham McRae                         | Pilote de course automobile néo-zélandais.                                                                                 | 81    | (en)          |
| 4 août         | François Nkotti                      | Artiste camerounais. | 70    |               |
| 4 août         | Pierre Sprey                         | Ingénieur aérospatial américain.                                                                                           | 83    | (en)          |
| 5 août         | Maurice Brun                         | Homme politique français.                                                                                                  | 96    |               |
| 5 août         | Leon Litwack                         | Historien américain. | 91    | (en)          |
| 5 août         | Ievhen Martchouk                     | Homme d'État et militaire soviétique puis ukrainien.                                                                       | 80    | (en)          |
| 5 août         | Jane Ngwenya                         | Femme politique zimbabwéenne.                                                                                              | 86    | (en)          |
| 5 août         | Gábor Novák                          | Céiste hongrois, médaillé d'argent aux Jeux olympiques d'été de 1952.                                                      | 86    | (en)          |
| 5 août         | Shankar Subramaniam Narayan          | Footballeur indien. | 86    | (en)          |
| 5 août         | Richard Trumka                       | Syndicaliste américain. | 72    | (en)          |
| 6 août         | Noureddine Bahbouh                   | Homme politique algérien.                                                                                                  | 72    |               |
| 6 août         | Christian Dumont                     | Biathlète français. | 58    |               |
| 6 août         | Arieh Gamliel                        | Homme politique israélien.                                                                                                 | 70    | (en)          |
| 6 août         | Donald Kagan                         | Historien américain. | 89    | (en)          |
| 6 août         | Laura Lepetit                        | Éditrice féministe italienne.                                                                                              | 89    | (it)          |
| 7 août         | Alireza Azizi                        | Footballeur iranien. | 71    | (en)          |
| 7 août         | Mike De Palmer                       | Joueur américain de tennis.                                                                                                | 59    | (en)          |
| 7 août         | José Gómez del Moral                 | Cycliste sur route espagnol.                                                                                               | 89    | (es)          |
| 7 août         | Christian Penda Ekoka                | Homme politique et économiste camerounais.                                                                                 | 69    |               |
| 7 août         | Markie Post                          | Actrice de séries et de cinéma américaine.                                                                                 | 70    | (en)          |
| 7 août         | Melinda Vigh                         | Grimpeuse hongroise. | 39    | (en)          |
| 7 août         | Jane Withers                         | Actrice américaine. | 95    | (en)          |
| 8 août         | Bobby Bowden                         | Joueur de foot U.S. puis entraîneur américain.                                                                             | 91    | (en)          |
| 8 août         | Najma Chaudhury                      | Universitaire bangladaise.                                                                                                 | 79    | (en)          |
| 8 août         | Bill Davis                           | Homme politique canadien.                                                                                                  | 92    | (en)          |
| 8 août         | Paul Hellyer                         | Homme politique canadien.                                                                                                  | 98    | (en)          |
| 8 août         | Stefan Kapłaniak                     | Kayakiste polonais, médaillé de bronze aux Jeux olympiques d'été de 1960.                                                  | 88    | (pl)          |
| 8 août         | Jaan Kaplinski                       | Écrivain soviétique puis estonien.                                                                                         | 80    | (ru)          |
| 8 août         | Alexander Rojtburd                   | Artiste peintre soviétique puis ukrainien.                                                                                 | 59    | (ru)          |
| 8 août         | Cesare Salvadori                     | Escrimeur italien, double médaillé d'argent par équipes 1964, 1968 puis champion olympique par équipes 1972.               | 79    | (it)          |
| 9 août         | Lester Bird                          | Homme d'État antiguais. | 83    | (en)          |
| 9 août         | Cameron Burrell                      | Athlète de sprint et de saut américain.                                                                                    | 26    | (en)          |
| 9 août         | Alex Cord                            | Acteur américain. | 88    | (en)          |
| 9 août         | Patricia Hitchcock                   | Actrice britannique. | 93    | (en)          |
| 9 août         | Ken Hutchison                        | Acteur britannique. | 72    | (en)          |
| 9 août         | Sergueï Kovalev                      | Homme politique, militant pour les droits de la personne humaine, dissident et prisonnier politique soviétique puis russe. | 91    |               |
| 9 août         | Jean-Marie Léonard                   | Homme politique belge. | 78    |               |
| 9 août         | Olivier Maire                        | Prêtre de la Famille montfortaine français.                                                                                | 60    |               |
| 9 août         | Annette Muller                       | Survivante de la Shoah française.                                                                                          | 88    |               |
| 9 août         | Olivia Podmore                       | Coureuse cycliste néo-zélandaise.                                                                                          | 24    | (en)          |
| 10 août        | Anthony Esposito                     | Joueur de hockey sur glace canado-américain.                                                                               | 78    | (en)          |
| 10 août        | Maki Kaji                            | Homme d'affaires japonais.                                                                                                 | 69    |               |
| 10 août        | Michel Laclotte                      | Historien d'art et conservateur de musées français.                                                                        | 91    |               |
| 10 août        | Michel Le Flochmoan                  | Joueur puis entraîneur français de football.                                                                               | 69    |               |
| 10 août        | Victoria Paris                       | Actrice pornographique américaine.                                                                                         | 60    | (en)          |
| 10 août        | Eduardo Martínez Somalo              | Cardinal espagnol. | 94    |               |
| 10 août        | Mirjana Stefanović                   | Écrivaine serbe. | 81    |               |
| 10 août        | Peter Whittle                        | Mathématicien et statisticien néo-zélandais.                                                                               | 94    | (en)          |
| 11 août        | Geneviève Asse                       | Artiste peintre et graveuse française.                                                                                     | 98    |               |
| 11 août        | Marco Borradori                      | Homme politique suisse. | 62    |               |
| 11 août        | Peter Fleischmann                    | Réalisateur, scénariste et producteur allemand.                                                                            | 84    | (de)          |
| 11 août        | Roy Gaines                           | Guitariste et chanteur de blues américain.                                                                                 | 84    | (en)          |
| 11 août        | Gianluigi Gelmetti                   | Chef d'orchestre monégasque.                                                                                               | 75    |               |
| 11 août        | Benoît Genecand                      | Homme politique suisse. | 57    |               |
| 11 août        | Dick Huddart                         | Joueur de rugby à XIII anglais.                                                                                            | 85    | (en)          |
| 11 août        | Abdelhamid Laghouati                 | Poète algérien. | 77    |               |
| 11 août        | Guy Lalumière                        | Graphiste, designer et photographe canadien.                                                                               | 91    | Guy LALUMIERE |
| 11 août        | Hugo Salas Wenzel                    | Militaire chilien. | 85    | (es)          |
| 11 août        | Alphonse Tiérou                      | Chorégraphe, écrivain et chercheur ivoirien.                                                                               | 75    |               |
| 11 août        | Claudio Ventura                      | Monteur de cinéma et directeur artistique d'origine italienne.                                                             | 80    |               |
| 11 août        | Yehochoua Zuckerman                  | Rabbin israélien. | 83    | (en)          |
| 11 août        | Ernst van de Wetering                | Historien de l'art néerlandais.                                                                                            | 83    | (nl)          |
| 12 août        | Kurt Biedenkopf                      | Homme politique allemand.                                                                                                  | 91    | (de)          |
| 12 août        | Dominic DeNucci                      | Catcheur italo-américain.                                                                                                  | 89    | (en)          |
| 12 août        | Eva Fastag                           | Résistante juive. | 104   | (nl)          |
| 12 août        | Karl-Friedrich Haas                  | Athlète de sprint allemand, médaillé de bronze aux Jeux olympiques d'été de 1952 et d'argent à ceux de 1956.               | 90    | (en)          |
| 12 août        | Claude Javeau                        | Sociologue belge. | 80    |               |
| 12 août        | João Lyra                            | Homme politique brésilien.                                                                                                 | 90    | (pt)          |
| 12 août        | Tarcísio Meira                       | Acteur brésilien. | 85    | (pt)          |
| 12 août        | Una Stubbs                           | Actrice de télévision britannique.                                                                                         | 84    | (en)          |
| 12 août        | Yigal Tumarkin                       | Artiste peintre et sculpteur israélien.                                                                                    | 87    | (he)          |
| 13 août        | Alia Muhammad Baker                  | Bibliothécaire irakienne.                                                                                                  | 69    | (ar)          |
| 13 août        | Franck Berrier                       | Footballeur français. | 37    |               |
| 13 août        | Nanci Griffith                       | Chanteuse, guitariste et compositrice américaine.                                                                          | 68    | (en)          |
| 13 août        | Henryk Hoser                         | Évêque catholique polonais.                                                                                                | 78    | (en)          |
| 13 août        | Vladimir Mendelssohn                 | Altiste et compositeur roumain.                                                                                            | 71    | (fi)          |
| 13 août        | Steve Perrin                         | Auteur de jeux de rôle américain.                                                                                          | 75    | (en)          |
| 13 août        | Jean-Pierre Pichard                  | Musicien français et cofondateur du Festival interceltique de Lorient.                                                     | 75    |               |
| 13 août        | Carolyn S. Shoemaker                 | Astronome américaine. | 92    |               |
| 13 août        | Gino Strada                          | Chirurgien italien. | 73    | (it)          |
| 13 août        | Stephen Wiesner                      | Physicien américano-israélien.                                                                                             | 78    | (en)          |
| 14 août        | Carlos Correia                       | Homme politique bissau-guinéen.                                                                                            | 87    |               |
| 14 août        | Piera Degli Esposti                  | Actrice italienne. | 83    | (it)          |
| 14 août        | Jacques Fournier                     | Haut fonctionnaire français.                                                                                               | 92    |               |
| 14 août        | Ibrahim Kalil Konaté                 | Informaticien et homme politique guinéen.                                                                                  | 44    |               |
| 14 août        | Arnaud Landré                        | Footballeur français. | 59    |               |
| 14 août        | Brigitte Maillard                    | Auteure, poète et chanteuse française.                                                                                     | 67    |               |
| 14 août        | Francis Mossman                      | Acteur néo-zélandais. | 33    | (en)          |
| 14 août        | Igor Oïstrakh                        | Violoniste soviétique puis russe.                                                                                          | 90    |               |
| 14 août        | R. Murray Schafer                    | Compositeur canadien. | 88    | (en)          |
| 14 août        | Hugh Wood                            | Compositeur britannique.                                                                                                   | 89    | (en)          |
| 15 août        | Abdelhamid Brahimi                   | Homme d'État algérien. | 85    |               |
| 15 août        | Gianfranco D'Angelo                  | Acteur italien. | 84    | (it)          |
| 15 août        | Ann Lawrence Durviaux                | Enseignante et avocate belge.                                                                                              | 53    |               |
| 15 août        | Hiro                                 | Photographe de mode américain.                                                                                             | 90    | (en)          |
| 15 août        | Claude Hudelot                       | Producteur de radio, sinologue et historien français.                                                                      | 79    |               |
| 15 août        | Nathalie Maillet                     | Personnalité française de sport automobile et architecte.                                                                  | 51    |               |
| 15 août        | Paul Mitchell                        | Homme politique américain.                                                                                                 | 64    | (en)          |
| 15 août        | Gerd Müller                          | Footballeur allemand, vainqueur du Ballon d'or 1970, de l'Euro 1972 et de la Coupe du monde 1974.                          | 75    |               |
| 15 août        | Rafael Romero                        | Athlète de sprint vénézuélien.                                                                                             | 83    | (es)          |
| 15 août        | Jan David Simon                      | Pair britannique, 3e vicomte Simon.                                                                                        | 81    | (en)          |
| 16 août        | Patrice Berger                       | Sociologue français. | 70    |               |
| 16 août        | Volodymyr Holubnychy                 | Athlète de marche soviétique puis ukrainien, multiple médaillé olympique (1960, 1964, 1968, 1972).                         | 85    | (ru)          |
| 16 août        | Sean Lock                            | Humoriste et acteur britannique.                                                                                           | 58    | (en)          |
| 16 août        | Duda Mendonça                        | Homme d'affaires brésilien.                                                                                                | 77    | (pt)          |
| 16 août        | Sadok Omrane                         | Boxeur tunisien. | 83    |               |
| 16 août        | René Quéré                           | Peintre, illustrateur, céramiste, peintre-verrier et enseignant français.                                                  | 89    |               |
| 16 août        | Hiroshi Sakagami                     | Écrivain japonais. | 85    | (ja)          |
| 16 août        | Simão Sessim                         | Homme politique brésilien.                                                                                                 | 85    | (pt)          |
| 16 août        | Lucille Times                        | Militante pour les droits civiques américaine.                                                                             | 100   | (en)          |
| 16 août        | Marilynn Webb                        | Artiste peintre et graveuse néo-zélandaise.                                                                                | 83    | (en)          |
| 17 août        | Rock Demers                          | Producteur, acteur et scénariste canadien.                                                                                 | 87    |               |
| 17 août        | Ágnes Hankiss                        | Femme politique hongroise.                                                                                                 | 71    | (hu)          |
| 17 août        | Thierry Liagre                       | Acteur français. | 68    |               |
| 17 août        | Paulão                               | Footballeur angolais. | 51    | (pt)          |
| 17 août        | Rodrigo Paz                          | Chef d'entreprise et homme politique équatorien.                                                                           | 87    | (es)          |
| 17 août        | René Quéré                           | Artiste peintre, illustrateur et céramiste français.                                                                       | 89    |               |
| 17 août        | Maurice Vandeweyer                   | Auteur belge. | 76    | (fr)          |
| 17 août        | Adnane Abou Walid al-Sahraoui        | Chef de groupe djihadiste sahraoui                                                                                         | 48    |               |
| 18 août        | Joseph L. Galloway                   | Journaliste américain. | 79    | (en)          |
| 18 août        | Austin Mitchell                      | Homme politique britannique.                                                                                               | 86    | (en)          |
| 18 août        | Didier Notheaux                      | Footballeur français devenu entraîneur.                                                                                    | 73    |               |
| 18 août        | Guy de Rougemont                     | Peintre et sculpteur français.                                                                                             | 86    |               |
| 18 août        | Evgueny Svechnikov                   | Joueur d'échecs letton. | 71    | (en)          |
| 18 août        | Stephen Vizinczey                    | Écrivain hongrois naturalisé canadien.                                                                                     | 88    | (en)          |
| 19 août        | Raoul Cauvin                         | Scénariste de bande dessinée belge.                                                                                        | 82    |               |
| 19 août        | Sonny Chiba                          | Acteur japonais. | 82    |               |
| 19 août        | Chuck Close                          | Peintre et photographe américain.                                                                                          | 81    | (en)          |
| 19 août        | Rodrigue Gilbert                     | Hockeyeur sur glace canadien.                                                                                              | 80    |               |
| 19 août        | Bill Sidwell                         | Joueur de tennis australien.                                                                                               | 101   | (en)          |
| 20 août        | Ian Carey                            | Disc jockey et producteur de musique américain.                                                                            | 45    | (en)          |
| 20 août        | Larry Harlow                         | Compositeur et musicien américain.                                                                                         | 82    | (en)          |
| 20 août        | Peter Ind                            | Contrebassiste de jazz britannique.                                                                                        | 93    | (en)          |
| 20 août        | Gaia Servadio                        | Écrivaine et journaliste italienne.                                                                                        | 82    | (it)          |
| 20 août        | Michel Steiner                       | Écrivain et psychanalyste français.                                                                                        | 74    |               |
| 21 août        | Don Everly                           | Musicien et chanteur américain.                                                                                            | 84    |               |
| 21 août        | Connie Hamzy                         | Groupie américaine. | 66    | (en)          |
| 21 août        | Karolina Kaczorowska                 | Femme politique polonaise.                                                                                                 | 90    | (pl)          |
| 21 août        | Marie Kinsky von Wchinitz und Tettau | Princesse consort liechtensteinoise.                                                                                       | 81    | (en)          |
| 21 août        | Gabriel Kyungu wa Kumwanza           | Homme politique et homme d'État congolais.                                                                                 | 82    |               |
| 21 août        | Jean Orchampt                        | Évêque français. | 97    |               |
| 21 août        | Nicoletta Orsomando                  | Actrice italienne. | 92    | (it)          |
| 22 août        | Eric Ash                             | Ingénieur électricien germano-britannique.                                                                                 | 93    |               |
| 22 août        | Charles Burles                       | Ténor français. | 85    |               |
| 22 août        | Pierre Dumay                         | Pilote automobile français.                                                                                                | 92    |               |
| 22 août        | Marilyn Eastman                      | Actrice américaine. | 87    | (en)          |
| 22 août        | Jean-Pierre Fragnière                | Sociologue suisse. | 76    |               |
| 22 août        | Andrzej Schinzel                     | Mathématicien polonais. | 84    | (pl)          |
| 22 août        | Patrick Verbeke                      | Guitariste et chanteur français.                                                                                           | 72    |               |
| 22 août        | Eric Wagner                          | Musicien et chanteur américain.                                                                                            | 62    | (en)          |
| 23 août        | Peter Baumgartner                    | Directeur de la photographie suisse.                                                                                       | 82    | (de)          |
| 23 août        | Elizabeth Blackadder                 | Peintre et graveuse écossaise.                                                                                             | 89    | (en)          |
| 23 août        | Claude Bourigault                    | Footballeur français. | 89    |               |
| 23 août        | Terry Driver                         | Tueur canadien. | 56    | (en)          |
| 23 août        | Daniel Farhi                         | Rabbin français. | 79    |               |
| 23 août        | Tom Flynn                            | Écrivain, journaliste et essayiste américain.                                                                              | 66    | (en)          |
| 23 août        | Jimmy Hayes                          | Hockeyeur sur glace américain.                                                                                             | 31    |               |
| 23 août        | Michèle Minerva                      | Joueuse de pétanque française.                                                                                             | 62    |               |
| 23 août        | Michael Nader                        | Acteur américain. | 76    | (en)          |
| 23 août        | Jean-Luc Nancy                       | Philosophe français. | 81    |               |
| 23 août        | Mamadouba Toto Camara                | Homme politique guinéen.                                                                                                   |       |               |
| 23 août        | José Yudica                          | Footballeur argentin. | 84    | (es)          |
| 24 août        | Alain Boudet                         | Poète, écrivain pour la jeunesse et professeur de lettres français.                                                        | 71    |               |
| 24 août        | Pierre Dutot                         | Trompettiste français. | 75    |               |
| 24 août        | Léopold Fakambi                      | Ingénieur agronome, nutritionniste et universitaire béninois.                                                              | 78    |               |
| 24 août        | Hissène Habré                        | Homme d'État tchadien. | 79    |               |
| 24 août        | Olga Lipovskaïa                      | Journaliste, poète et militante féministe soviétique puis russe.                                                           | 67    |               |
| 24 août        | Calogero Lo Giudice                  | Homme politique italien.                                                                                                   | 83    | (it)          |
| 24 août        | Michel Marot                         | Architecte français. | 95    |               |
| 24 août        | Mario Pennacchia                     | Écrivain et journaliste italien.                                                                                           | 93    | (it)          |
| 24 août        | Mangala Samaraweera                  | Homme d'État srilankais.                                                                                                   | 65    | (en)          |
| 24 août        | Jan Suchý                            | Hockeyeur sur glace tchécoslovaque puis tchèque, médaillé d'argent aux Jeux olympiques d'hiver de 1968.                    | 76    | (cs)          |
| 24 août        | Wilfried Van Moer                    | Footballeur belge. | 76    |               |
| 24 août        | Charlie Watts                        | Musicien britannique, batteur des Rolling Stones.                                                                          | 80    |               |
| 25 août        | Gerry Ashmore                        | Pilote de course automobile britannique.                                                                                   | 85    | (en)          |
| 25 août        | Eduardo Brizuela del Moral           | Géomètre-arpenteur et homme politique argentin.                                                                            | 77    | (es)          |
| 25 août        | Gunilla Bergström                    | Écrivaine, illustratrice, auteure de littérature pour la jeunesse et scénariste suédoise.                                  | 79    | (sv)          |
| 25 août        | Ileana Gyulai-Drîmbă-Jenei           | Fleurettiste roumaine, double médaillée de bronze par équipes aux Jeux olympiques d'été de 1968 et 1972.                   | 75    | (ro)          |
| 25 août        | Aldo Eminente                        | Nageur français, médaillé de bronze aux Jeux olympiques d'été de 1952.                                                     | 90    |               |
| 25 août        | Mario Gareña                         | Compositeur et chanteur colombien.                                                                                         | 88    | (es)          |
| 25 août        | Manuel Guerra Gómez                  | Théologien, philosophe et écrivain espagnol.                                                                               | 90    | (es)          |
| 25 août        | Mario Guilloti                       | Boxeur argentin, médaillé de bronze aux Jeux olympiques d'été de 1968.                                                     | 75    | (es)          |
| 26 août        | Vladimir Chadrine                    | Hockeyeur sur glace soviétique puis russe, champion olympique en 1972 et 1976.                                             | 73    | (ru)          |
| 26 août        | Marco Hausiku                        | Homme politique namibien.                                                                                                  | 67    | (na)          |
| 26 août        | Rafael Hechanova                     | Joueur philippin de basket-ball.                                                                                           | 93    | (en)          |
| 26 août        | Jérôme Proulx                        | Homme politique canadien.                                                                                                  | 91    |               |
| 27 août        | Jean-Pierre Bastiani                 | Homme politique français                                                                                                   | 71    |               |
| 27 août        | Edmond Fischer                       | Biochimiste suisse naturalisé américain.                                                                                   | 101   | (en)          |
| 27 août        | Beniamino Giribaldi                  | Facteur d'orgues italien.                                                                                                  | 79    | (it)          |
| 27 août        | Hermann Kinder                       | Écrivain allemand. | 77    | (de)          |
| 27 août        | Siegfried Matthus                    | Compositeur et directeur d'opéra est-allemand puis allemand.                                                               | 79    | (de)          |
| 27 août        | Ákis Tsochatzópoulos                 | Homme politique grec. | 82    | (en)          |
| 28 août        | Alioune Badara Cissé                 | Homme politique sénégalais.                                                                                                | 63    |               |
| 28 août        | Francesc Burrull                     | Musicien, compositeur et pianiste de jazz espagnol.                                                                        | 86    | (es)          |
| 28 août        | Bulbul Chowdhury                     | Écrivain bangladais. | 73    | (en)          |
| 28 août        | Noel Cringle                         | Homme politique britannique.                                                                                               | 83    | (en)          |
| 28 août        | Jacques Drouin                       | Réalisateur canadien. | 78    |               |
| 28 août        | Dimitri Kitsikis                     | Historien, turcologue, sinologue et géopolitologue grec.                                                                   | 86    | (en)          |
| 28 août        | Victor Uwaifo                        | Chanteur et auteur-compositeur nigérian.                                                                                   | 80    | (en)          |
| 28 août        | Teresa Żylis-Gara                    | Soprano polonaise. | 91    | (en)          |
| 29 août        | Edward Asner                         | Acteur américain. | 91    | (en)          |
| 29 août        | Ron Bushy                            | Designer et musicien américain.                                                                                            | 79    | (en)          |
| 29 août        | Vuna Faʻotusia                       | Homme politique tongien.                                                                                                   | 68    | (to) ; (en)   |
| 29 août        | Lee Scratch Perry                    | Chanteur et producteur jamaïcain.                                                                                          | 85    |               |
| 29 août        | Iouri Poudychev                      | Footballeur international soviétique et entraîneur de football biélorusse.                                                 | 67    | (ru)          |
| 29 août        | Jacques Rogge                        | Ancien président du Comité international olympique et sportif belge.                                                       | 79    |               |
| 29 août        | Lajim Ukin                           | Homme politique malaisien.                                                                                                 | 66    | (en)          |
| 30 août        | Jean-Louis Fiszman                   | Illustrateur, dessinateur de presse et caricaturiste français.                                                             | 68    |               |
| 30 août        | Claude Guichard                      | Homme politique français.                                                                                                  | 92    |               |
| 30 août        | Marcel Henry                         | Homme politique mahorais.                                                                                                  | 94    |               |
| 30 août        | Maggie Mae                           | Chanteuse allemande. | 61    |               |
| 30 août        | Messaoud Nedjahi                     | Écrivain, auteur-compositeur-interprète, psychologue, poète, romancier et plasticien algérien.                             | 67    |               |
| 30 août        | Robert David Steele                  | Informaticien américain.                                                                                                   | 69    | (en)          |
| 31 août        | Léon Aimé                            | Homme politique français.                                                                                                  | 97    |               |
| 31 août        | Bashir Al Helal                      | Écrivain bangladais. | 85    | (bn)          |
| 31 août        | Vasili Belous                        | Boxeur moldave. | 33    | (ro)          |
| 31 août        | Michael Constantine                  | Acteur américain. | 94    | (en)          |
| 31 août        | Julie Ditty                          | Joueuse de tennis américaine.                                                                                              | 42    | (en)          |
| 31 août        | Přemysl Krbec                        | Gymnaste artistique tchécoslovaque puis tchèque.                                                                           | 81    | (cs)          |
| 31 août        | Francesco Morini                     | Footballeur italien. | 77    |               |
| non déterminée | Abou Mosab al-Barnaoui               | Djihadiste nigérian. | 27/28 |               |